# Helene Chadwick
Helene Chadwick (née le 25 novembre 1897 à Chadwicks, dans l'État de New-York et morte le 4 septembre 1940 à Los Angeles, en Californie) est une actrice américaine de la période du cinéma muet, qui a pu poursuivre sa carrière pendant quelques années dans les années 1930, après l'avènement du cinéma parlant.

## Biographie
Elle a été mariée au réalisateur William A. Wellman.

## Filmographie
- 1916 : The Challenge (en) : Alberta Bradley
- 1917 : Vengeance Is Mine : Marion De Long
- 1917 : The Angel Factory : Florence Lamont
- 1917 : The Last of the Carnabys
- 1917 : Blind Man's Luck (en) : Helen
- 1917 : The Iron Heart (en) : Grace
- 1917 : The Mystery of the Double Cross
- 1918 : Getaway Kate
- 1918 : The Honest Thief
- 1918 : For Sale : Annie
- 1918 : The Yellow Ticket : Miss Seaton
- 1918 : La Maison de la Haine (The House of Hate)
- 1918 : The Naulahka (en) de George Fitzmaurice : Kate Sheriff
- 1918 : Convict 993 : Neva Stokes
- 1919 : An Adventure in Hearts de James Cruze : Comtesse Lucia Bonavia D'Orano
- 1919 : The Long Arm of Mannister : Sylvia De La Mere
- 1919 : La Fleur enchantée (Heartsease) de Harry Beaumont : Margaret Neville
- 1919 : Un jeune homme trop rangé (A Very Good Young Man) de Donald Crisp : Ruth Douglas
- 1919 : The Solitary Sin : Mary McMillan
- 1919 : Girls de Walter Edwards : Kate West
- 1919 : Caleb Piper's Girl : Mary Piper
- 1919 : Go-Get-Em Garringer
- 1920 : Godless Men : Ruth Lytton
- 1920 : Cupid the Cowpuncher : Macie Sewell
- 1920 : Scratch My Back de Sidney Olcott : Madeline
- 1920 : Cupid
- 1920 : The Cup of Fury : Marie Louise
- 1920 : La Galère infernale (Godless Men) de Reginald Barker : Ruth Lytton
- 1921 : From the Ground Up (en) de E. Mason Hopper : Philena Mortimer
- 1921 : Tournant dangereux (Dangerous Curve Ahead): Phoebe Mabee
- 1921 : The Old Nest : Emily à 22 ans
- 1921 : Made in Heaven : Claudia Royce
- 1922 : Apprivoisons nos femmes ! (Brothers Under the Skin) : Millie Craddock
- 1922 : The Sin Flood : Poppy
- 1922 : Dust Flower : Letty Gravely
- 1922 : Yellow Men and Gold : Bessie
- 1922 : The Glorious Fool : Jane Brown
- 1923 : Quicksands de Jack Conway  : la fille
- 1923 : Gimme : Fanny Daniels
- 1923 : Reno, la ville du divorce : Mrs. Emily Dysart Tappan
- 1924 : The Dark Swan : Cornelia Quinn
- 1924 : Trouping with Ellen : Ellen Llewellyn
- 1924 : The Naked Truth : Mary
- 1924 : Les Loups de la frontière (The Border Legion) : Joan Randle
- 1924 : Her Own Free Will : Nan Everard
- 1924 : Love of Women : Cynthia Redfield
- 1924 : Why Men Leave Home : Irene Emerson
- 1924 : La Danseuse masquée (The Masked Dancer) de Burton L. King : Betty Powell
- 1924 : Her Dark Swan
- 1925 : The Golden Cocoon : Molly Shannon
- 1925 : The Woman Hater : Marie Lamont, l'actrice
- 1925 : The Re-Creation of Brian Kent (en) : Betty Joe
- 1926 : Wise Guys Prefer Brunettes : Helene
- 1926 : Dancing Days : Alice Hedman
- 1926 : Docteur Frakass (Hard Boiled) de John G. Blystone : Marjorie Gregg
- 1926 : The Still Alarm : Lucy Fay
- 1926 : Pleasures of the Rich de Louis J. Gasnier : Mary Wilson
- 1927 : Stage Kisses : Fay Leslie
- 1927 : The Rose of Kildare : Eileen O'Moore
- 1927 : The Bachelor's Baby : Eleanor Carter
- 1927 : Stolen Pleasures : Doris Manning
- 1928 : Confessions of a Wife : Marion Atwell
- 1928 : Say It with Sables de Frank Capra : Helen Caswell
- 1928 : Modern Mothers : Adele Dayton
- 1928 : Women Who Dare : Stella Mowbray
- 1929 : Father and Son : Miss White
- 1930 : Men Are Like That : Clara Hyland
- 1931 : Le Damné (Hell Bound) : la sœur de Sanford
- 1931 : The Bad Sister : Amy, la femme de Sam
- 1932 : Night World : cliente du Night Club
- 1932 : Mon grand (So Big) : habitante de la ville
- 1933 : Merrily Yours : Mme Rogers
- 1933 : Gloire éphémère (Morning Glory) : Miss Murray
- 1933 : No Marriage Ties : la secrétaire d'Adrienne Deane
- 1933 : The Circus Queen Murder : une femme qui pleure
- 1933 : Entrée des employés (Employees' Entrance) : Participante à la réunion des chefs de service
- 1934 : Une méchante femme (A Wicked Woman) : Mère
- 1934 : Une riche affaire (It's a Gift) : Mme Abernathy
- 1934 : Ever Since Eve : Gouvernante
- 1934 : Good Dame : Mme Crosby
- 1934 : Managed Money  : Mme George Rogers
- 1935 : Émeutes (Frisco Kid) de Lloyd Bacon
- 1935 : School for Girls : Larson
- 1935 : Another Face de Christy Cabanne : Daniels, une infirmière
- 1935 : Mary Burns, la fugitive (Mary Burns, Fugitive)
- 1935 : L'Appel de la forêt (The Call of the Wild) : une habitante de Dawson
- 1935 : Mississippi
- 1936 : San Francisco
- 1936 : The Perfect Set-Up : une vendeuse
- 1936 : Une étoile est née (A Star Is Born) : une femme à la première